# Super Junior-K.R.Y
Super Junior-K.R.Y, es la primera subunidad formada del grupo Super Junior, conformada por Kyuhyun, Ryeowook, y Yesung. El nombre del grupo viene de las iniciales de sus nombres K.R.Y. La compañía descubrió que estos tres miembros tenían cualidades musicales similares.

Son los vocalistas principales de Super Junior. Super Junior-K.R.Y se carazterizan por sus baladas de estilo R&B.

## Historia Musical
La primera presentación oficial de la sub-unidad fue el 5 de noviembre de 2006, en Music Bank de KBS, interpretando "The One I Love (한 사람 만을)".
Además de este tema, ellos contribuyeron en dos nuevos temas para la banda sonora del drama Hyena. El trío también contribuyó en las bandas sonoras para Snow Flower y Billy Jean Look at Me. A diferencia de las otras sub-unidades de Super Junior, Super Junior K.R.Y aún no ha lanzado un sencillo o un álbum oficial (aunque está programado un sencillo japonés para el 2013). Solo han participado y colaborado en bandas sonoras para dramas de televisión, así como también en las baladas de los diferentes álbumes de Super Junior.

Super Junior-K.R.Y tuvo su primer mini tour en Japón en agosto de 2010. Ellos tuvieron otras dos fechas en Kobe en noviembre del 2010 y otras dos en Fukuoka en diciembre del 2010, llevando en total 22.000 personas.

En noviembre de 2012 el trío tuvo un concierto en Yokohama, Japón (Por el tour especial de invierno) en donde anunciaron que lanzarían su primer sencillo japonés titulado "Promise You" el 23 de enero de 2013. Un adelanto del video musical fue mostrado durante el concierto y fue lanzado posteriormente a través de Youtube. 

El sencillo vendió 40,645 copias en primer día de lanzamiento, ubicándose en el segundo lugar de la lista diaria de Oricon y al día siguiente llegó al primer lugar vendiendo 15,197 copias. La primera semana, el sencillo vendió 69,067 copias en total y se ubicó en el segundo lugar de las listas semanales de Oricon. 

## Miembros
| Nombre artístico | Nombre artístico | Nombre de nacimiento | Nombre de nacimiento | Fecha de nacimiento            | Lugar de nacimiento    | Posición                                      |
| Romanización     | Hangul           | Romanización         | Hangul/Hanja         | Fecha de nacimiento            | Lugar de nacimiento    | Posición                                      |
| ---------------- | ---------------- | -------------------- | -------------------- | ------------------------------ | ---------------------- | --------------------------------------------- |
| Yesung           | 예성             | Kim Kang Hoon        | 김강훈               | 24 de agosto de 1984 (40 años) | Cheonan, Corea del Sur | Líder, vocalista, rapero ocasional y bailarín |
| Ryeowook         | 려욱             | Kim Ryeo Wook        | 김려욱               | 21 de junio de 1987 (37 años)  | Incheon, Corea del Sur | Vocalista y bailarín                          |
| Kyuhyun          | 규현             | Cho Kyu Hyun         | 조규현               | 3 de febrero de 1988 (37 años) | Seúl, Corea del Sur    | Vocalista principal, bailarín y maknae        |

## Discografía
Más información: Discografía de Super Junior-K.R.Y
Banda sonora
- 2006: "The One I Love" para Hyena.
- 2006: "Stop Walking By" para Snow Flower .
- 2007: "Just You" para Billy Jean Look At Me.
- 2009: "Dreaming Hero" para Partner.
- 2011: "Fly" para el programa de Mnet Superstar K3.
- 2012: "Sky" para To The Beautiful You.[2]
- 2012: "Loving You" para Ms Panda and Mr Hedgehog.[3]

Sencillo
- 2013: Promise You (Japonés)
- 2015: Join Hands (Japonés)

## Conciertos
- 2010 - 2011: Super Junior K.R.Y. The 1st Concert
- 2012 - 2013: Super Junior K.R.Y. Special Winter Concert
- 2015: Super Junior K.R.Y 'Phonography' Tour Concert

## Videos musicales
Más información: Videografía de Super Junior-K.R.Y

## Páginas oficiales
- Sm Entertainment
- Página oficial de Super Junior
- Super Junior K.R.Y - Avex Japan (enlace roto disponible en Internet Archive; véase el historial, la primera versión y la última).